# Sísera

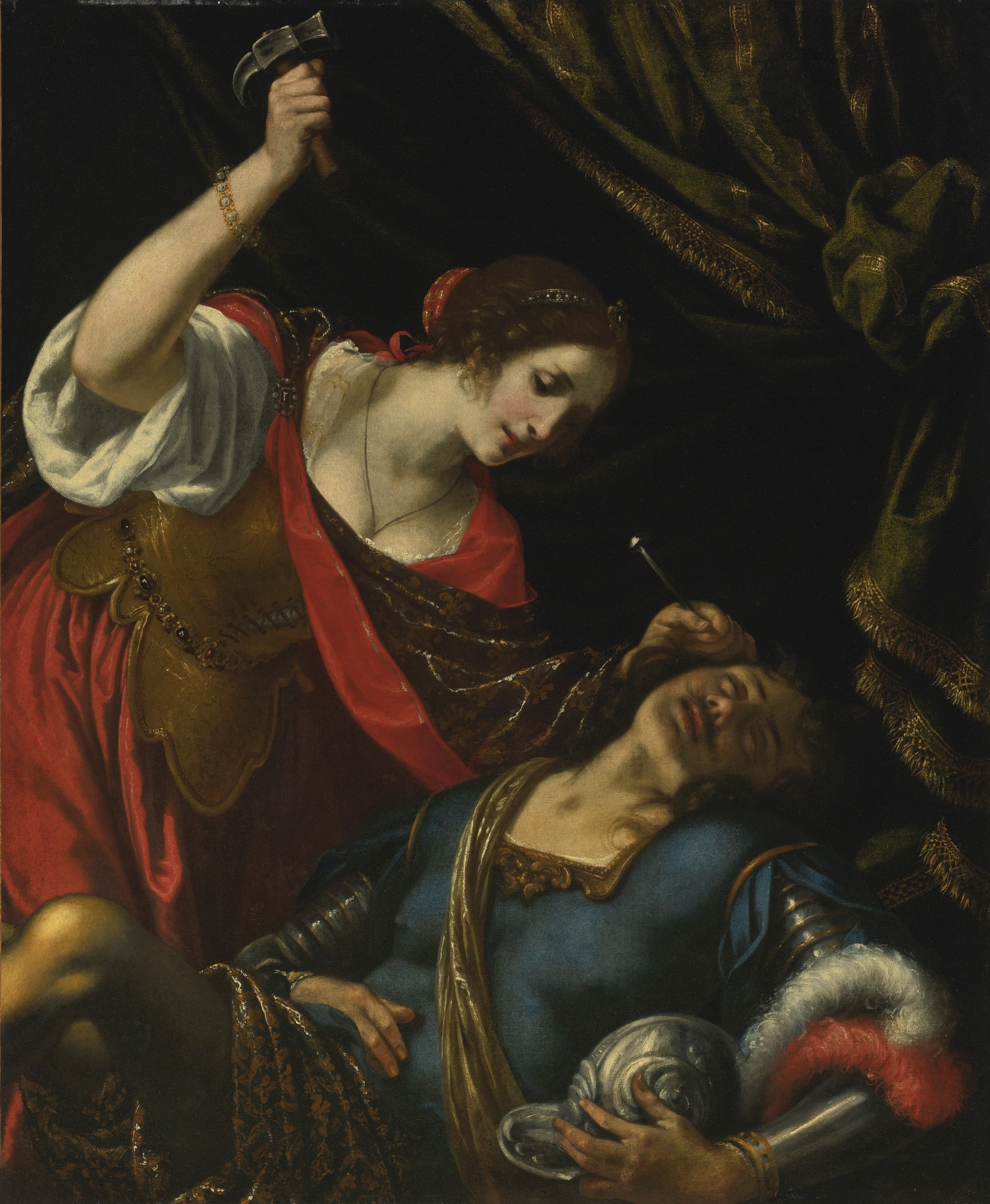
Jael e Sísera por Jacopo Vignali

Sísera era chefe do exército de Canaã, no reinado de Jabim. Juntamente com este rei oprimiram os israelitas durante 20 anos. Ele tinha uma reputação como um guerreiro invencível, embora ainda jovem.
Organizou mais de 900 carros de guerra no combate contra Israel, que tinha como líder o Baraque e a profetisa e juíza Débora. Envolto em uma confusão em seu próprio exército, que incluiu o atolamento de seus carros de guerra, Sísera e os cananeus saíram derrotados. 
O jovem general escapou sozinho, a pé, e refugiou-se na tenda de uma mulher chamada Jael. Ela deu a Sísera uma cama, mas quando o general adormeceu foi morto pela mulher, que prendeu na têmpora uma estaca com um martelo.
Sísera era conhecido por uma profunda afeição que o ligava à sua velha mãe, que esperou em vão pelo seu retorno na casa onde ambos viviam.